# Рудня-Перганська
Рудня-Перганська — село в Україні, в Коростенському районі Житомирської області. Входить до складу Олевської міської громади. Населення становить 73 осіб.

## Географія
Селом протікає річка Перга.

## Історія
У 1906 році село Юрівської волості Овруцького повіту Волинської губернії. Відстань від повітового міста 78 верст, від волості 8. Дворів 32, мешканців 135.

## Населення
Згідно з переписом УРСР 1989 року чисельність наявного населення села становила 121 особа, з яких 52 чоловіки та 69 жінок.
За переписом населення України 2001 року в селі мешкали 72 особи.

### Мова
Розподіл населення за рідною мовою за даними перепису 2001 року:
| Мова       | Відсоток |
| ---------- | -------- |
| українська | 98,63 %  |
| російська  | 1,37 %   |